# Strapo
Ján Strapec (* 10. března 1989 Trnava), známý zejména pod uměleckým jménem Strapo, je slovenský raper a freestyler. Je dvojnásobným vítězem celoslovenské soutěže ve freestyle battlu – Artattack Freestyle Battle, který poprvé vyhrál v roce 2006. V roce 2007 vydal EP MC, který věděl příliš, v roce 2008 mixtape 50:50, na kterém spolupracoval DJ Spinhandz a v roce 2012 vydal s producentem Emeresem album 23. Na Radio_Head awards 2012 byl nominovaný ve dvou kategoriich: Nováček roku a Nejlepší album v kategorii Hip-Hop, Rap a R&B.

## Hudební kariéra
Strapo se k rapu dostal, když se v mládí přestěhoval z Bratislavy na Záhorie, mezi první rapové interprety, které poslouchal, patřili i Eminem a Názov Stavby. V čase popularity filmu 8 Mile se začal zajímat o freestyle battle, na které nejprve začal chodit, později se jich začal účastnit. Začátkem roku 2006 vyhrál jako 16letý v Bratislavě freestyle battle Bombaklad. V květnu vyhrál celoslovenský Artattack Freestyle Battle. Nejbližší rok se zúčastnil více než 30 dalších soutěží ve freestyle a v roce 2007 se mu podruhé podařilo vyhrát Artattack freestyle battle.
28. května 2007 vyšlo jeho první EP MC, který věděl příliš. Celé EP produkoval producent Karaoke Tundra, jediní hosté na něm jsou Chutkass a Ektor. Také se spolu se skupinou Moja Reč objevil na remixu skladby "Máme vás" od české skupiny IdeaFatte, ke kterému byl i udělaný videoklip. Klip má k březnu 2013 více než 1 313 000 zhlédnutí na oficiálním youtube kanálu skupiny IdeaFatte.
Během let 2008 a 2009 se také podílel spolupracemi na albech Utečenec (Decko), P.O.B a nebo Mount Emerest (Emeres).
Koncem roku 2010 zveřejňuje skladbu "Musím ísť" produkovanou Emeresem, kterou ukončil svoji kariéru freestylera, během které 50krát vyhrál, 5krát prohrál a jednou remízoval.
V roce 2011 se objevil na skladbě "Si zvonil?! (Radikal diss)", kde spolu se Separem a Deckem dissoval Radikála, člena skupiny Dramatikz, se kterým měl předtím nějaké spolupráce. Videoklip má v březnu 2013 na oficiálním kanále Gramo Rokkaz víc než 2 600 000 zhlédnutí a stal se nejsledovanější skladbou, jakou kdy Strapo nahrál. Během roku ještě vypustil skladbu "Dzime dzeci" a videoklip ke skladbě "Daj peňáz", ktorý bol veľmi úspěšný v získal piate miesto v hlasovaní o videoklip roka v ankete Slávik 2012. Videoklip byl předzvěstí projektu s Emeresem, na kterým začal pracovat, a v březnu 2013 měl na youtube více než 1 587 000 zhlédnutí.
1. června 2012 vyšlo Strapovo album 23, které vytvořil spolu s českým producentem Emeresem. K albu byli vytvořené další videoklipy ke skladbám "Sám doma a bohatý", "Starý pes" a v roce 2013 i ke skladbe "Loading", která byla nasazená do slovenských rádií. Tam se umístila nejvýše na 57. příčce a na 6. v rámci domácí tvorby.
9. února byla premiéra první epizody internetového dokumentárního seriálu – Ja som hip hop, která byla o Strapovi.

## Soukromý život
Strapo pochází z rozvedené rodiny a dost často se s matkou v dětství stěhoval.
Během školy chodil na dramatický kroužek. V pořadu Ja som hip-hop se vyjádřil, že mu to pomohlo překonat trému a natrénovat projev, což mu později pomohlo i při rapovaní.
7. prosince 2010 měl Strapo vážnou autonehodu, při které zemřel řidič auta, ve kterém seděl. Strapo popsal nehodu jako silný zážitek, po kterém přehodnotil mnohé věci ve svém živote.

## Spory a beefy

### H16
V roce 2007 Strapo udělal diss na Otecka ze skupiny H16, skladbu "Killa Khonec", kde zmínil v pár verších i Majka Spirita a v roce 2008 na skladbě "Aspirin", kde nepřímo zmínil názvy jeho skladeb "Nejsom falošný", "Nech ti nejebe", "Tie isté pičoviny", "Neverím ti" a nasměroval je zřejmě proti jejich podvodným autorům. Otecko, Spirit (ani jiný člen H16) na tyto dissy nikdy nereagovali, ačkoli na internetu se dá najít video ze zákulisí, kde proběhla konfrontace mezi členy H16 a Strapem. Spirit ale necítí ke Strapovi žádnou negativní energií, v rozhovoru pro mafiarecords.cz v roce 2011 řekl, že Strapo je dobrý rapper a neměl by problém s ním vytvořit skladbu. Navzdory tomu ve skladbě "Starý pes" má verš "Keď ty si nový človek, tak ja som starý pes", kterým může odkazovat na sólo album Nový človek od Majka Spirita.

### Miky Mora
V roce 2007 nahrál Miky Mora skladbu "1.6 TDi", diss na H16, kde zmínil i Strapa a snažil se zesměšnit Otecka tím, že ho dissuje i "amatér Strapo".

### Radikal
Po pěti spolupracích s Radikalem, resp. Dramatikz, Strapo hostoval v roce 2011 na disse "Si zvonil?! (Radikal diss)" od Separa a Decka, členů labelu Gramo Rokkaz. Strapo mimo jiné hovoří ve skladbe i o tom, že lituje, že má s Radikalem skladby. Radikal reagoval i na Strapa v jeho odpovědi "Vypol si zvonček! (Smetiar & Prenastaviteľné Wécko diss)".

## Diskografie

### Studiová alba (spolu sEmeres)
| Název  | Detaily                                                                            | Ocenění | Prodej        | Nejvyšší zaznamenaná pozice v žebříčcích |
| ------ | ---------------------------------------------------------------------------------- | ------- | ------------- | ---------------------------------------- |
| 23     | Datum vydání: 1. červen 2012 Vydavatelství: PVP/EMI Formát: CD, digitální download | –       | SK+CZ: 1 500+ | -                                        |
| Versus |                                                                                    |         |               |                                          |

### Ostatní
- 2007: MC, ktorý vedel priveľa (EP)
- 2008: 50:50 (mixtape) (spolu s DJ Spinhandz)

### Skladby umístěné v žebříčcích
| Rok  | Skladba                    | SK Top 100 | SK Top 50 domácí | Album |
| ---- | -------------------------- | ---------- | ---------------- | ----- |
| 2013 | „Loading“ (spolu s Emeres) | 53         | 5                | 23    |

### Videoklipy
Sólo
- 2011: "Daj peňáz!"
- 2012: "Sám doma a bohatý"
- 2012: "Starý pes"
- 2013: "Loading"

Ostatní
- 2007: "Máme vás (MCs remix)" (IdeaFatte ft. Moja Reč & Strapo)
- 2011: "Si zvonil?! (Radikal diss)" (Separ & Decko ft. Strapo & DJ Spinhandz)

## Ocenění a nominace
Aurel
| Rok  | Nominovaná práce        | Ocenění                            | Výsledek |
| ---- | ----------------------- | ---------------------------------- | -------- |
| 2007 | MC, ktorý vedel priveľa | Najlepší album v kategorii Hip-Hop | Nominace |

Radio_Head awards